# Trientale boréale
Lysimachia borealis
Espèce
Classification phylogénétique
Synonymes
- Trientalis borealis Raf., 1808

La trientale boréale (Lysimachia borealis, syn. Trientalis borealis) est une espèce de plantes à fleurs de la famille des Primulacées, selon la classification classique de Cronquist et les classifications phylogénétiques APG III et IV. Elle appartenait auparavant aux Myrsinacées sous les classifications phylogénétiques APG et APG II.
Noms communs : trientale boréale, en anglais : starflower, chickweed-wintergreen, May star, star-of-bethlehem.

## Description

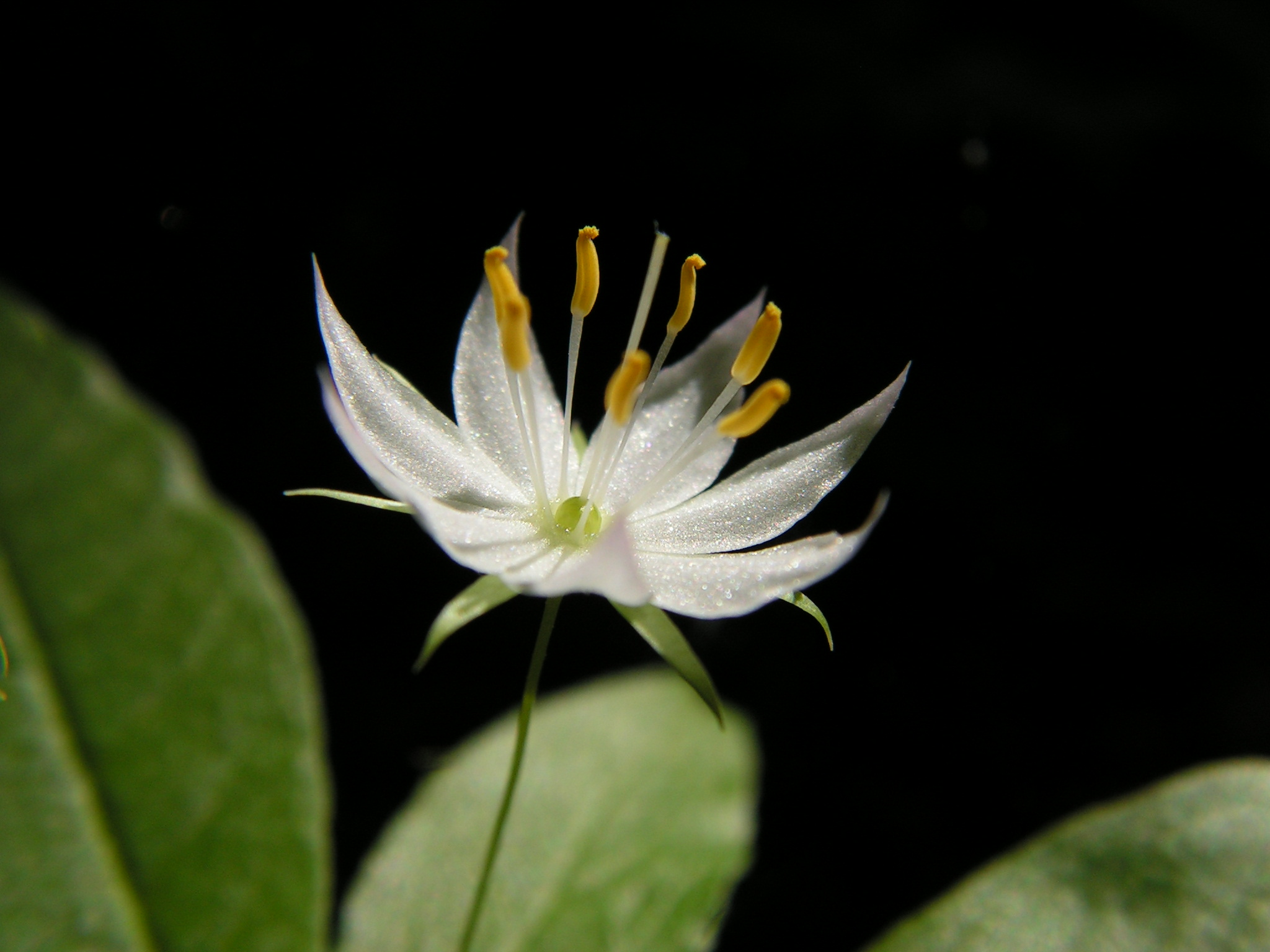
Détails de la fleur.

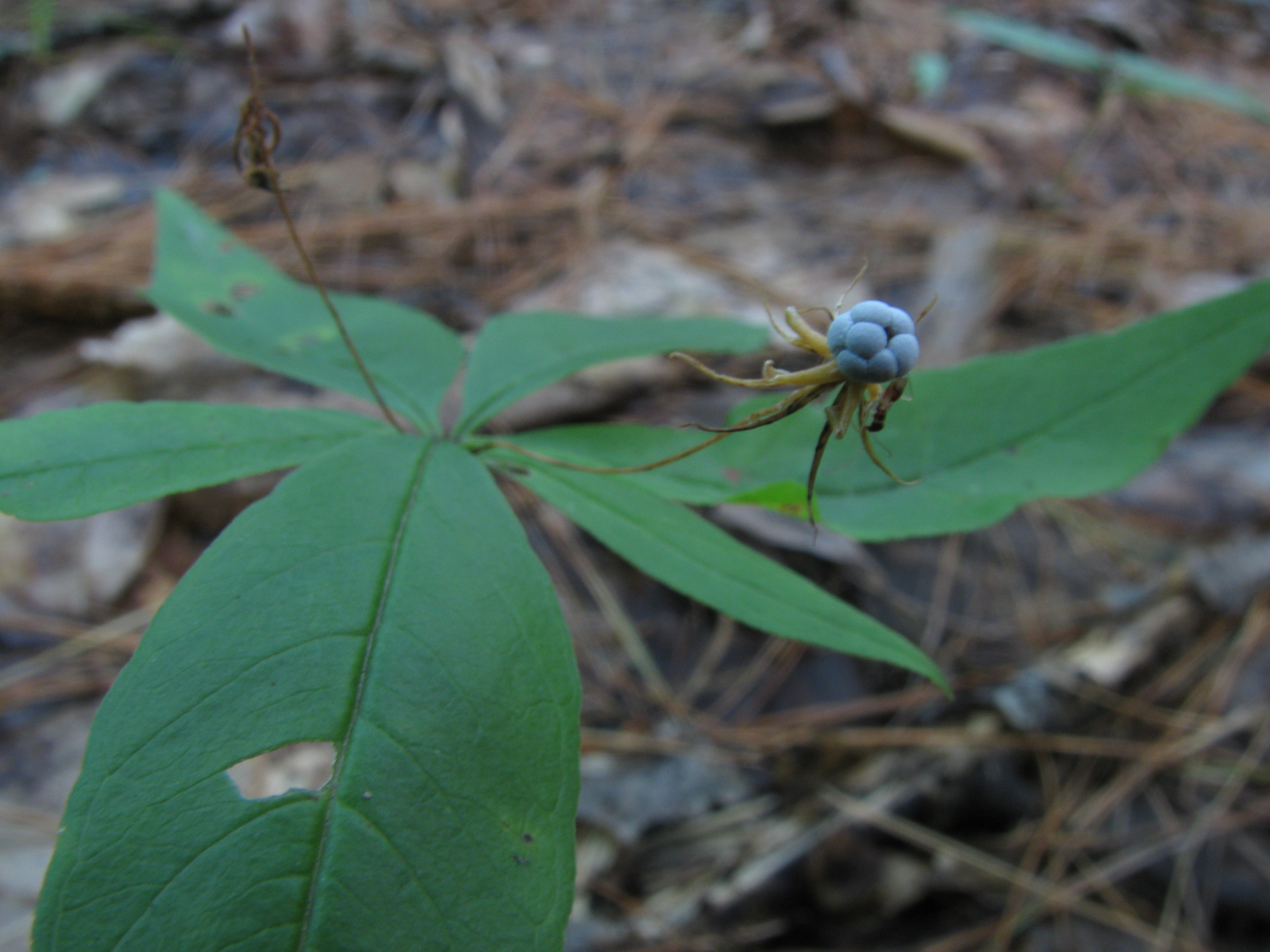
Fruit.

C'est une plante herbacée, vivace et stolonifère. Cette petite plante des forêts d'Amérique du Nord se distingue par sa feuille verticillée surélevée au-dessus du sol et ses délicates fleurs blanches étoilées qui s'épanouissent au printemps (mai-juin).
Le verticille unique de cinq à dix feuilles allongées et luisantes est situé au sommet de la tige.
Une ou deux fleurs, mesurant de 5 à 12 mm de diamètre, se dressent au centre sur des pétioles filiformes. Les étamines sont insérées à la base de la corolle.
Les fruits, des capsules bleu pâle légèrement charnues, ressemblent à des perles.

## Étymologie
Le nom du genre signifierait probablement « un tiers de pied », en référence à sa petite taille. Le nom de l'espèce vient du grec boreios, nordique.

## Habitat
C'est une plante qui préfère les bois frais et humides et on la retrouve surtout dans les forêts de conifères, les forêts mixtes et les érablières à bouleau jaune.

## Distribution
L'aire de distribution géographique de cette espèce couvre la majeure partie du nord-est de l'Amérique du Nord.
Canada : De la Saskatchewan, à l'ouest, jusqu'à Terre-Neuve-et-Labrador, à l'est.

États-Unis : Du Minnesota, à l'ouest, jusqu'à la Nouvelle-Angleterre, à l'est. S'étend vers le sud dans les montagnes jusqu'en Virginie.

## Utilisation
Les chasseurs autochtones faisaient brûler les racines de la trientale pour attirer les cerfs de Virginie [réf. souhaitée].